# Розумний Олександр Юхимович
Олександр Юхимович Розумний (1891—1972) — кінорежисер, заслужений діяч мистецтв РРФСР.

## Біографія
Олександр Розумний народився 1 травня 1891 в Єлисаветграді. У 1914 році закінчив художнє училище по класу живопису. Одночасно пробує свої сили як актор драматичних театрів. З 1915 року він починає працювати в кіно, спочатку як фотограф в кіноательє. За дуже короткий термін опановує основними кінематографічними професіями: оператора, художника та нарешті режисера. Згодом, коли режисерська діяльність стає для нього головною, він часто виступає також як оператор та художник своїх фільмів.
З числа його ранніх робіт заслуговує на увагу фільм «Життя та смерть лейтенанта Шмідта» (1917), поставлений режисером після Лютневої революції за сприяння Севастопольської ради робітничих та солдатських депутатів.
З початком радянського кіновиробництва режисер активно включається в роботу над агітфільмами. До першої річниці жовтневої революції він ставить один з найбільш ранніх агітфільмів — «Повстання» (1918), що включав в себе поряд з ігровими епізодами цінні документальні кадри.
Розумний першим з кіномитців звертається до роману А. М. Горького «Мати». Фільм, поставлений ним 1919 року, відтворює основні сцени та епізоди роману. Великий інтерес представляє участь в картині актора Н. Берсенєва (роль Павла Власова) — майбутнього видатного діяча радянського театрального мистецтва. Хоча фільм «Мати» являє собою лише ретельні ілюстрації до роману, проте сам факт звернення до цього класичного твору пролетарської літератури красномовно свідчив про характер творчості молодого режисера.
З 1918 по 1922 Розумний працює також у різних театральних агітколективах. У 1922 році створює Перший московський колектив артистів екрану та ставить фільм «Сім'я Грібушіна». З цього часу і до кінця німого кіно ним поставлено більше десяти фільмів на найрізноманітніші теми. Картини «Зайві люди», «Пікова дама», «Принц або клоун» створені режисером в Німеччині під час творчого відрядження (1926).
Поряд з картиною «Мати» в історії радянського кіно добре відомий фільм «Комбриг Іванов» (1923) — один з перших дослідів створення кінокомедії на матеріалі нової дійсності.
У творчості Розумного інтерес представляють фільми «Сім'я Грібушіна» (1923) і «Важкі роки» (1925). Вони об'єднані прагненням режисера використовувати в оповіданні про революційні події жанр сімейної хроніки. У цих картинах долі сімей (в першому випадку фабриканта, у другому — робочого) розгортаються на тлі історичних подій, що охоплюють великий відрізок часу. Далі він переходить до створення фільмів на історико-етнографічні теми: «Долина сліз» — на основі Ойротської легенди (1924), «втечею острів» — про життя розкольників в тайзі Сибіру (1929), «Кара-Бугаз» — за повістю К. Паустовського (1935), не випущений свого часу в прокат.
У роки звукового кіно найзначніші роботи Розумного пов'язані з дитячої та юнацькою тематикою. Його фільм «Особиста справа» став одним із вдалих кінотворів, присвячених життю радянської школи. Широку популярність та популярність мала картина «Тимур і його команда» (1940), поставлена за сценарієм Аркадія Гайдара. Цей фільм, як і однойменна повість А. Гайдара поклала початок тимурівському рух серед піонерів.
Продовжуючи свою розповідь про піонерські будні, режисер ставить картину «Бій під Соколом» (1942). Герої фільму, тимурівці, діють вже в обстановці Другої світової війни.
У післявоєнний період, коли біографічна тема зайняла велике місце в радянському кіно, режисер створює фільм «Миклухо-Маклай» (1947) — про видатного вченого, гуманіста та мандрівника. У 1955 році він ставить фільм «Випадок з єфрейтором Кочетковим» — про пильність та боротьбу зі шпигунами. Як режисер-постановник бере участь у створенні першого литовського художнього фільму «Ігнотас повернувся додому» (1956) за романом А. Гудайтіса-Гузявічуса «Правда коваля Ігнотаса».
Будучи одним з піонерів радянського кіно, Розумний не припиняв активної творчої та громадської діяльності в радянському кіномистецтві до своєї кончини. Ним був створений цикл більш ніж з 200 портретів діячів радянського кінематографа з їх автографами, переданий його спадкоємцями до Музею кіно.
Кінорежисер Олександр Розумний похований у колумбарії Новодівичого цвинтаря біля входу на нову територію.
Син Розумного Володимир — відомий філософ, естетик, критик, педагог, публіцист.

## Визнання та нагороди
- Нагороджений орденом «Знак Пошани» (1940, за фільм «Особиста справа»).
- Заслужений діяч мистецтв РРФСР (1957)

## Фільмографія

### Режисер
- 1917 — Життя та смерть лейтенанта Шмідта («Повстання Чорноморського флоту») (Росія), спільно з Я.Посельскім
- 1917 — Гримаси життя (Росія)
- 1917 — Я так хотів (Росія)
- 1917 — Злодій любові (Росія), спільно з І.Пельтцером
- 1917 — Страта Мясоєдова (Росія)
- 1918 — Повстання (Росія)
- 1918 — Остання зустріч (Росія)
- 1918 — Флавія Тессін (Росія)
- 1918 — Четверта дружина (Росія)
- 1919 — Біле та чорне (Росія)
- 1919 — Мати (Росія)
- 1919 — Товариш Абрам (Росія)
- 1920 — Два поляка (Росія)
- 1923 — Комбриг Іванов Екранізація « Коммунери» Г. Лелевич. (Росія)
- 1923 — Сім'я Грібушіна (СРСР)
- 1924 — Банда батьки Книша (СРСР)
- 1924 — У нетрях побуту (СРСР)
- 1924 — Долина сліз (СРСР)
- 1925 — Важкі роки (СРСР)
- 1927 — Зайві люди (Німеччина)
- 1927 — Пікова дама (Німеччина)
- 1927 — Принц або клоун (Німеччина)
- 1929 — Втечею острів (СРСР)
- 1935 — Кара-Бугаз (СРСР)
- 1939 — Особиста справа (СРСР)
- 1940 — Тимур і його команда (СРСР)
- 1942 — Бій під Соколом (СРСР)
- 1947 — Миклухо-Маклай (СРСР)
- 1949 — Майстри Малого театру (науково-популярний, СРСР)
- 1949 — Школа російських майстрів (СРСР)
- 1953 — Художник Верещагін (науково-популярний, СРСР)
- 1954 — Художник Перов (науково-популярний, СРСР)
- 1955 — Випадок з єфрейтором Кочетковим (СРСР)
- 1956 — Ігнотас повернувся додому (СРСР)
- 1957 — Художник Бакшеєв (науково-популярний, СРСР)
- 1958 — Дочка Малого театру (науково-популярний, СРСР)
- 1961 — Сержант Фетисов (СРСР)

### Сценарист
- 1919 — Товариш Абрам (Росія), автор сценарію спільно з П.Мішеевим
- 1925 — Важкі роки (СРСР), автор сценарію спільно з П.Мішеевим
- 1926 — Чужі (СРСР), автор сценарію спільно з В.Трахтенбергом
- 1939 — Боротьба триває (СРСР), автор сценарію спільно з Ф.Вольфом

### Оператор
- 1919 — Товариш Абрам (Росія)
- 1924 — Банда батьки Книша (СРСР)
- 1924 — Похорон Леніна (документальний, СРСР)
- 1925 — важкі роки (СРСР)
- 1929 — Втечею острів (СРСР)

### Художник-постановник
- 1919 — «Очі відкрилися» (короткометражний, Росія)
- 1919 — «Робочий Шевирьов» (короткометражний, Росія)
- 1919 — Товариш Абрам (Росія)
- 1924 — Банда батьки Книша (СРСР)
- 1925 — Важкі роки (СРСР)

### Актор
- 1920 — Борці за світле царство III Інтернаціоналу (Росія)